# Società Polisportiva del Littorio Alma Juventus Fano 1939-1940
Questa voce raccoglie le informazioni riguardanti la Società Polisportiva del Littorio Alma Juventus Fano nelle competizioni ufficiali della stagione 1939-1940.

## Rosa
| N. |                   | Ruolo | Calciatore         |
| -- | ----------------- | ----- | ------------------ |
|    | Italia (bandiera) | A     | Bruno Biagiotti    |
|    | Italia (bandiera) | C     | Pietro Cecchini    |
|    | Italia (bandiera) | A     | Livio Cuccaroni    |
|    | Italia (bandiera) | P     | Marsino Di Tommaso |
|    | Italia (bandiera) | D     | Antonio Frison     |
|    | Italia (bandiera) | D     | Pietro Giuliani    |
|    | Italia (bandiera) | C     | Odo Godoli         |
|    | Italia (bandiera) | C     | Luigi Magni        |

| N. |                   | Ruolo | Calciatore          |
| -- | ----------------- | ----- | ------------------- |
|    | Italia (bandiera) | P     | Enzo Mei            |
|    | Italia (bandiera) | D     | Edo Negusanti       |
|    | Italia (bandiera) | C     | Ferruccio Ortensi   |
|    | Italia (bandiera) | A     | Walter Pizzicara    |
|    | Italia (bandiera) | A     | Antonio Santolini   |
|    | Italia (bandiera) | D     | Wladin Silvestrelli |
|    | Italia (bandiera) | D     | Gino Viroli         |